# تابورته
تابورته (به اسپانیایی: Volcán Taburete) آتشفشانی چینه‌ای به ارتفاع ۱۱۷۲ متر واقع در السالوادور در آمریکای مرکزی است.

## مشخصات
تابورته آتشفشانی بازالتی تا بازالتی-آندزیتی است که در شرق ریو لمپا در منتهی‌الیه جنوب غربی مجموعه‌ای آتشفشانی و در بین دو آتشفشان سان ویسنته و سان میگل قرار دارد. در شمال شرقی تابورته آتشفشان تکاپا واقع است که این دو آتشفشان به یکدیگر چسبیده‌اند. قلهٔ ۱۱۷۲ متری این آتشفشان در ارتفاع ۱۷۰ متری از دیوارهٔ جنوبی دهانهٔ تابورته قرار دارد. ژرفای این دهانهٔ آتشفشانی که در دامنهٔ شرقی آتشفشان ایجاد شده است به ۱۵۰ تا ۳۰۰ متر می‌رسد.
از تاریخ آخرین فوران آتشفشان تابورته اطلاع دقیقی در دست نیست.